# Cyperus flavoculmis
Cyperus flavoculmis är en halvgräsart som beskrevs av Kaare Arnstein Lye. Cyperus flavoculmis ingår i släktet papyrusar, och familjen halvgräs. IUCN kategoriserar arten globalt som akut hotad.
Artens utbredningsområde är Kenya. Inga underarter finns listade i Catalogue of Life.